# Agop Dilâçar
Agop Martayan Dilâçar (22. května 1895 Istanbul – 12. září 1979 Istanbul) byl turecký profesor a turkolog arménského původu. Od roku 1934 až do své smrti byl tajemníkem Türk Dil Kurumu (Rady pro turecký jazyk), a v letech 1941–1960 byl šéfredaktor turecké encyklopedie.
Přezdívku "Dilâçar" mu dal Mustafa Kemal Atatürk za zásluhy o turecký jazyk. "Dilâçar" je čestný titul a znamená něco jako "jazykový klíč".

## Životopis
Roku 1915 absolvoval Robert College v Istanbulu. Během studií působil jako učitel arménského jazyka a publikoval v arménských novinách. Po dokončení studia sloužil jako důstojník v 2. armády v Diyarbakıru. Byl vyznamenán za statečnost. V Damašku byl představen Atatürkovi, který byl tehdy velitelem 7. armády.
Po skončení služby pracoval v Bejrútu jako ředitel arménského školy. Ve stejné době byl redaktorem prvních arménských novin v Libanonu. Vrátil se do Istanbulu a odtamtud odjel se svou manželkou Meline do Sofie, kde na univerzitě učil staroturečtinu a ujgurštinu.
Atatürk si ho v roce 1932 opět všiml díky článku v novinách Arevelk. Pozval ho na konferenci o obnově tureckého jazyka do Istanbulu. Poté se Dilâçar stal prvním generálním tajemníkem a hlavní expertem Türk Dil Kurumu a usadil se v Ankaře.
Je pohřben na arménské hřbitově v istanbulské čtvrti Şişli.

## Dílo
Učil na univerzitě v Ankaře, napsal několik významných děl o tureckém jazyku. Je považován za významného účastníka turecké jazykové reformy.
- Les bases Bio-Psychologiques de la Théorie Güneş Dil (Güneş Dil Teorisi'nin Biyopsikolojik Kökenleri) (1936)
- Azeri Türkçesi (1950)
- Batı Türkçesi (1953)
- Lehçelerin Yazılma Tarzı
- Türk Dil ve Lehçelerinin Tasnifi Meselesi (1954)
- Devlet Dili Olarak Türkçe (1962)
- Wilhelm Thomsen ve Orhon Yazıtlarının Çözülüşü (1963)
- Türk Diline Genel Bir Bakış (1964)
- Türkiye'de Dil Özleşmesi (1965)
- Dil, Diller ve Dilcilik (1968)
- Kutadgu Bilig İncelemesi (1972)
- Anadili İlkeleri ve Türkiye Dışındaki Uygulamalar (1978)